# Греція на зимових Олімпійських іграх 1984
Греція на зимових Олімпійських іграх 1984 в Сараєво була представлена 6 спортсменами у 2 видах спорту. Прапороносцем на церемонії відкриття Ігор став гірськолижник Андреас Пантелідіс. Грецькі спортсмени не здобули жодних медалей.

## Спортсмени
| Вид спорту          | Чоловіки | Жінки | Всього |
| ------------------- | -------- | ----- | ------ |
| Гірськолижний спорт | 4        | 0     | 4      |
| Лижні перегони      | 2        | 0     | 2      |
| Усього              | 6        | 0     | 6      |

Гірськолижний спорт
- Лазарос Архонтопулос
- Андреас Пантелідіс
- Янніс Стаматіу
- Іоанніс Тріандафілідіс

Лижні перегони
- Дімітріос Біліуріс
- Лазарос Тосунідіс

## Гірськолижний спорт
| Спортсмен              | Дисципліна                   | Спуск 1 | Спуск 1 | Спуск 2 | Спуск 2 | Разом   | Разом |
| Спортсмен              | Дисципліна                   | Час     | Місце   | Час     | Місце   | Час     | Місце |
| ---------------------- | ---------------------------- | ------- | ------- | ------- | ------- | ------- | ----- |
| Лазарос Архонтопулос   | швидкісний спуск, чоловіки   |         |         |         |         | 2:03.93 | 59    |
| Андреас Пантелідіс     | швидкісний спуск, чоловіки   |         |         |         |         | 2:01.88 | 56    |
| Янніс Стаматіу         | швидкісний спуск, чоловіки   |         |         |         |         | 2:01.79 | 55    |
| Янніс Стаматіу         | гігантський слалом, чоловіки | 1:44.21 | 62      | 1:40.97 | 52      | 3:25.18 | 55    |
| Андреас Пантелідіс     | гігантський слалом, чоловіки | 1:39.57 | 54      | 1:39.87 | 50      | 3:19.44 | 51    |
| Іоанніс Тріандафілідіс | гігантський слалом, чоловіки | 1:38.20 | 52      | 1:40.74 | 51      | 3:18.94 | 50    |
| Лазарос Архонтопулос   | гігантський слалом, чоловіки | 1:35.36 | 51      | 1:35.65 | 49      | 3:11.01 | 49    |
| Андреас Пантелідіс     | слалом, чоловіки             | DSQ     | –       | –       | –       | DSQ     | –     |
| Іоанніс Тріандафілідіс | слалом, чоловіки             | 1:09.21 | 47      | 1:04.68 | 27      |         |       |
| Янніс Стаматіу         | слалом, чоловіки             | 1:06.82 | 43      | DSQ     | –       | DSQ     | –     |
| Лазарос Архонтопулос   | слалом, чоловіки             | 1:04.16 | 40      | 59.80   | 25      | 2:03.96 | 25    |

## Лижні перегони
| Дисципліна       | Спортсмен          | Рейс    | Рейс  |
| Дисципліна       | Спортсмен          | Час     | Місце |
| ---------------- | ------------------ | ------- | ----- |
| 15 км (чоловіки) | Лазарос Тосунідіс  | 57:09.7 | 78    |
| 15 км (чоловіки) | Дімітріос Біліуріс | 56:07.7 | 77    |